# Lista de prêmios e indicações recebidos pela série de filmes do Homem-Aranha de 2002–2007
A série de filmes do Homem-Aranha de 2002–2007, também chamada de trilogia de Sam Raimi ou trilogia de Tobey Maguire, é uma série de filmes de super-heróis composta por três filmes do Homem-Aranha com o mesmo diretor e ator principal: Homem-Aranha (2002), Homem-Aranha 2 (2004) e Homem-Aranha 3 (2007). Baseado na série de quadrinhos da Marvel sobre o personagem fictício de mesmo nome, todos os três filmes foram dirigidos por Sam Raimi e distribuídos pela Columbia Pictures. Tobey Maguire interpreta o papel principal, com Kirsten Dunst retratando seu interesse amoroso, Mary Jane Watson, e James Franco concluindo o elenco principal com seu papel como Harry Osborn, o inimigo do Homem-Aranha. Ao longo da série, os lançamentos do Homem-Aranha apresentaram vilões como Duende Verde (Willem Dafoe), Doutor Octopus (Alfred Molina), Homem-Areia (Thomas Haden Church) e Venom (Topher Grace). Outros personagens que apareceram na série são Betty Brant (Elizabeth Banks), J. Jonah Jameson (J. K. Simmons) e Gwen Stacy (Bryce Dallas Howard).
Todo filme do Homem-Aranha foi um sucesso financeiro e alcançou o status de blockbuster. Cada parcela foi o terceiro filme de maior bilheteria de seus respectivos anos de lançamento. Em 2002, O Senhor dos Anéis: As Duas Torres e Harry Potter and the Chamber of Secrets tiveram um desempenho melhor do que o Homem-Aranha. Em 2004, Shrek 2 e Harry Potter e o Prisioneiro de Azkaban arrecadaram mais do que Homem-Aranha 2 e Pirates of the Caribbean: At World's End e Harry Potter e a Ordem da Fênix superaram a receita de Homem-Aranha 3. Com um total de bilheteria de quase US$ 900 milhões, Homem-Aranha 3 se destaca como o mais lucrativo da série e é o 31º filme de maior bilheteria em todo o mundo. As duas entradas anteriores ficam em 41º e 48º em totais mundiais. A franquia faturou cerca de US$ 2,5 bilhões nas bilheterias em vendas de ingressos.
No geral, a série de filmes recebeu recepção positiva a polarizada dos críticos. Spider-Man foi lançado com críticas amplamente positivas da mídia, marcando uma classificação de 89% com base em uma amostra de 192 avaliações no agregador de críticas Rotten Tomatoes com uma média de 7,6/10. A segunda entrada teve um desempenho ainda melhor com os críticos, conquistando uma taxa de aprovação de 93% no Rotten Tomatoes, com uma classificação média de 8,2 de 10. Com 241 avaliações contabilizadas, o Rotten Tomatoes informou que Spider-Man 3 teve um índice de aprovação de 63% e uma pontuação de 6,2/10. Metacritic lista a terceira parcela como tendo uma classificação de 59% em seu site. Homem-Aranha 2 foi nomeado o terceiro melhor filme de super-heróis de todos os tempos pela IGN e pela revista Time. 
A série Homem-Aranha de Raimi ganhou vários prêmios e reuniu cinco indicações ao Oscar: duas para Homem-Aranha e três para Homem-Aranha 2, com uma vitória para Melhores efeitos visuais em 2005 para Homem-Aranha 2. A série ganhou dois MTV Movie Awards de dez indicações e cinco Prêmio Saturno de treze indicações. Os filmes foram nomeados para um Prêmios Annie, cincoBritish Academy Film Awards, dois Grammy Award, sete Teen Choice Awards e dez Satellite Awards. Outras homenagens vieram do Visual Effects Society Awards, que deu à franquia dez indicações e três vitórias, bem como o Taurus World Stunt Awards, que nomeou os filmes para três de seus elogios. O American Film Institute nomeou Spider-Man 2 uma das melhores produções cinematográficas de 2004.

## Homem-Aranha(2002)
O primeiro filme da franquia, Homem-Aranha, foi lançado nos cinemas americanos em 3 de maio de 2002. Sua história segue Peter Parker (interpretado por Tobey Maguire ), um estudante do ensino médio que se volta para o combate ao crime em Nova York, sob o pseudônimo de Homem-Aranha, depois de desenvolver poderes de aranha. O filme o vê desenvolver amizades com Harry Osborn (James Franco) e seu interesse amoroso, Mary Jane Watson (interpretada por Kirsten Dunst). Spider-Man foi elogiado por permanecer fiel à série de quadrinhos e por ser um filme agradável,  com Joe Morgenstern, do The Wall Street Journal, achou o filme "extraordinariamente bom" para seu gênero. O lançamento de Raimi em 2002 liderou as bilheterias com receita de ingressos totalizando US$ 114,8 milhões. Até o final de sua corrida teatral, tinha arrecadado mais de US $ 820 milhões. 
Seus efeitos visuais e sonoros foram indicados por vários comitês de premiação, incluindo o Oscar, por serem os melhores do cinema daquele ano. O trabalho de Danny Elfman na música do filme lhe rendeu um prêmio do BMI Film and TV Awards. A música do filme " Hero ", interpretada por Chad Kroeger, recebeu indicações da Broadcast Film Critics Association e do 45º Grammy Awards. O desempenho de Dunst como uma aspirante a atriz que trabalha como garçonete lhe rendeu um Empire Award e um elogio do MTV Movie Awards de 2003, votado pelo telespectador. Ela também compartilhou um prêmio deste último de Melhor Beijocom Maguire, que foi indicado para Melhor Performance Masculina na mesma cerimônia. O Golden Trailer Awards nomeou os trailers do filme para quatro prêmios e o trabalho de acrobacias do Homem-Aranha lhe rendeu uma indicação do World Stunt Awards.
| Prêmio                             | Data da cerimônia       | Categoria                                                                                 | Indicados | Resultado |
| ---------------------------------- | ----------------------- | ----------------------------------------------------------------------------------------- | --- | --------- |
| Academy Awards                     | 23 de março de 2003     | Melhor Som                                                                                | Kevin O'Connell, Greg P. Russell and Ed Novick                                                                                | Indicado  |
| Academy Awards                     | 23 de março de 2003     | Efeitos Especiais                                                                         | John Dykstra, Scott Stokdyk, Anthony LaMolinara e John Frazier                                                                | Indicado  |
| BMI Film and TV Awards             | 14 de maio de 2003      | Prêmio BMI de Música Cinematográfica                                                      | Danny Elfman | Venceu    |
| British Academy Film Awards        | 23 de fevereiro de 2003 | Melhor Realização em Efeitos Visuais Especiais                                            | John Dykstra, Scott Stokdyk, John Frazier, Anthony LaMolinara, John Dykstra, Scott Stokdyk, John Frazier e Anthony LaMolinara | Indicado  |
| Broadcast Film Critics Association | 17 de janeiro de 2003   | Melhor música                                                                             | Chad Kroeger ("Hero") | Indicado  |
| Empire Awards                      | 5 de fevereiro de 2003  | Melhor atriz                                                                              | Kirsten Dunst | Venceu    |
| Golden Trailer Awards              | 14 de março de 2002     | Melhor ação                                                                               | Spider-Man | Indicado  |
| Golden Trailer Awards              | 14 de março de 2002     | Melhor música                                                                             | Spider-Man | Indicado  |
| Golden Trailer Awards              | 14 de março de 2002     | Melhor do Show                                                                            | Spider-Man | Indicado  |
| Golden Trailer Awards              | 14 de março de 2002     | Melhor locução                                                                            | Spider-Man | Venceu    |
| Grammy Award                       | 23 de fevereiro de 2003 | Álbum de trilha sonora de melhor pontuação para um filme, televisão ou outra mídia visual | Danny Elfman | Indicado  |
| Grammy Award                       | 23 de fevereiro de 2003 | Melhor Canção Escrita para um Filme, Televisão ou Outras Mídias Visuais                   | Chad Kroeger ("Hero") | Indicado  |
| Hugo Awards                        | 30 de agosto de 2003    | Melhor Apresentação Dramática - Forma Longa                                               | Spider-Man | Indicado  |
| MTV Movie Awards                   | 31 de maio de 2003      | Melhor Performance Feminina                                                               | Kirsten Dunst | Venceu    |
| MTV Movie Awards                   | 31 de maio de 2003      | Melhor beijo                                                                              | Tobey Maguire and Kirsten Dunst                                                                                               | Venceu    |
| MTV Movie Awards                   | 31 de maio de 2003      | Melhor Performance Masculina                                                              | Tobey Maguire | Indicado  |
| MTV Movie Awards                   | 31 de maio de 2003      | Melhor filme                                                                              | Spider-Man | Indicado  |
| MTV Movie Awards                   | 31 de maio de 2003      | Melhor Vilão                                                                              | Willem Dafoe | Indicado  |
| People's Choice Awards             | 12 de janeiro de 2003   | Filme favorito                                                                            | Spider-Man | Indicado  |
| Satellite Awards                   | 12 de janeiro de 2003   | Melhor edição de filme                                                                    | Eric Zumbrunnen | Indicado  |
| Satellite Awards                   | 12 de janeiro de 2003   | Melhores efeitos visuais                                                                  | John Dykstra | Indicado  |
| Saturn Awards                      | 18 de maio de 2003      | Melhor Filme de Fantasia                                                                  | Spider-Man | Indicado  |
| Saturn Awards                      | 18 de maio de 2003      | Melhor ator                                                                               | Tobey Maguire | Indicado  |
| Saturn Awards                      | 18 de maio de 2003      | Melhor atriz                                                                              | Kirsten Dunst | Indicado  |
| Saturn Awards                      | 18 de maio de 2003      | Melhor Diretor                                                                            | Sam Raimi | Indicado  |
| Saturn Awards                      | 18 de maio de 2003      | Melhor música                                                                             | Danny Elfman | Venceu    |
| Saturn Awards                      | 18 de maio de 2003      | Melhores efeitos especiais                                                                | John Dykstra, Scott Stokdyk, Anthony LaMolinara e John Frazier                                                                | Indicado  |
| World Soundtrack Awards            | 19 de outubro de 2002   | Melhor Trilha Sonora Original do Ano – Orquestral                                         | Danny Elfman | Indicado  |
| World Stunt Awards                 | 1º de junho de 2003     | Melhor Luta                                                                               | Chris Daniels, Zach Hudson, Kim Kahana Jr., Johnny Nguyen e Mark Aaron Wagner                                                 | Indicado  |
| Young Artist Awards                | 29 de março de 2003     | Melhor Longa-Metragem Familiar - Fantasia                                                 | Spider-Man | Indicado  |

## Homem-Aranha 2(2004)

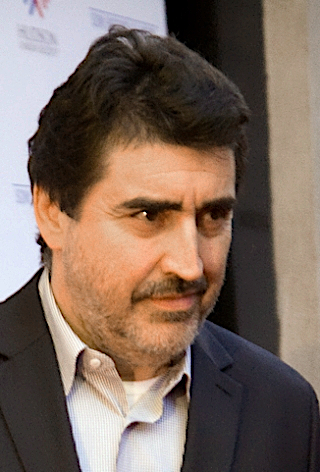
Alfred Molina foi indicado a seis prêmios por sua interpretação do Doutor Octopus.

Homem-Aranha 2 estreou nos cinemas dos EUA em 30 de junho de 2004. Esta entrada se concentra nas lutas de Peter Parker, enquanto ele tenta gerenciar sua vida pessoal e seus deveres como Homem-Aranha. Ele também tem que parar o principal vilão do filme, Doutor Octopus (Alfred Molina), um homem que fica louco depois que um experimento dele dá errado. Homem-Aranha 2 teve menos sucesso em sua primeira semana de lançamento, ficando em primeiro lugar nas bilheterias com cerca de US$ 88 milhões em 4.152 locais. No entanto, a sequência estabeleceu vários recordes de bilheteria na época e quebrou o recorde de melhor título do dia de abertura de todos os tempos, anteriormente detido pelo filme anterior do Homem-Aranha.  Ele eventualmente fez mais de US $ 783 milhões em todo o mundo mas ainda permanece como a menor bilheteria da trilogia. No entanto, também se destaca como o filme mais bem recebido da franquia. Os críticos de cinema acreditavam que a segunda parte tinha melhor humor e sequências de ação do que seu antecessor e que era "extraordinariamente bom" para seu gênero. Um escritor do site IGN disse que este filme tinha "um enredo mais fluido, mais profundidade emocional e um supervilão de aparência menos ridícula, Homem-Aranha 2 elevou a série a quase tudo o que os fãs de quadrinhos amam. sobre o personagem." O site também classificou Homem-Aranha 2 como sendo o terceiro melhor filme de super-heróis de todos os tempos em sua lista de 2005. A Time também nomeou a sequência como o terceiro melhor filme de super-herói em sua lista dos dez melhores publicados em 2011. 
Das três indicações do filme ao Oscar, Homem-Aranha 2 foi premiado com Melhores Efeitos Visuais. No 58º British Academy Film Awards, os efeitos sonoros e visuais da sequência foram indicados. Uma terceira indicação foi para Orange Film of the Year, uma categoria para os 10 maiores sucessos de bilheteria do Reino Unido, votada pelo público. O filme em si também ganhou o prêmio de Melhor Filme Popular do Broadcast Film Critics Association Awards e foi nomeado um dos melhores filmes de 2004 pelo comitê do American Film Institute. Homem-Aranha 2 varreu o 31º Saturn Awards com oito indicações e quatro vitórias. Maguire e Raimi respectivamente ganharam o Melhor Atore prêmios de Melhor Diretor e o filme foi nomeado o Melhor Filme de Fantasia de 2004. Sua escrita, performance de apoio de Molina e música foram, entre outros aspectos, para os quais o Saturn Awards indicou Homem-Aranha 2. No MTV Movie Awards de 2005, Molina recebeu outra indicação, desta vez para Melhor Vilão. A premiação também nomeou a sequência para o prêmio de Melhor Filme. Outra organização de prêmios para homenagear a interpretação de Molina do Doutor Octopus foi o London Film Critics Circle Awards, que o nomeou para Melhor Ator Coadjuvante do ano. O 10º Empire Awards deu a Raimi seu segundo prêmio por sua direção em Homem-Aranha 2. Seu trabalho de dublê em destaque ganhou um World Stunt Award e seus efeitos visuais marcaram o Homem-Aranha 2 seis indicações ao Prêmio da Sociedade de Efeitos Visuais.
| Prêmio                                    | Data da cerimônia       | Categoria                                                                 | Indicados | Resultado | Notas  |
| ----------------------------------------- | ----------------------- | ------------------------------------------------------------------------- | --- | --------- | ------ |
| Oscar                                     | 27 de fevereiro de 2005 | Efeitos Especiais                                                         | John Dykstra, Scott Stokdyk, Anthony LaMolinara e John Frazier                                                                 | Venceu    | [ 1 ]  |
| Oscar                                     | 27 de fevereiro de 2005 | Melhor Som                                                                | Kevin O'Connell, Greg P. Russell, Jeffrey J. Haboush e Joseph Geisinger                                                        | Indicado  | [ 1 ]  |
| Oscar                                     | 27 de fevereiro de 2005 | Melhor Edição de Som                                                      | Paul N. J. Ottosson | Indicado  | [ 1 ]  |
| American Film Institute Awards            | 2005                    | Filme do Ano                                                              | Spider-Man 2 | Venceu    | [ 2 ]  |
| BMI Film and TV Awards                    | 18 de maio de 2005      | BMI Film Music Award                                                      | Danny Elfman | Venceu    | [ 3 ]  |
| British Academy Film Awards               | 12 de fevereiro de 2005 | Melhores Efeitos Especiais                                                | John Dykstra, Scott Stokdyk, Anthony LaMolinara e John Frazier                                                                 | Indicado  | [ 4 ]  |
| British Academy Film Awards               | 12 de fevereiro de 2005 | Melhor Som                                                                | Paul N. J. Ottosson, Kevin O'Connell, Greg P. Russell e Jeffrey J. Haboush                                                     | Indicado  | [ 4 ]  |
| British Academy Film Awards               | 12 de fevereiro de 2005 | Orange Film of the Year                                                   | Spider-Man 2 | Indicado  | [ 4 ]  |
| Broadcast Film Critics Association Awards | 10 de janeiro de 2005   | Melhor filme familiar                                                     | Spider-Man 2 | Indicado  | [ 5 ]  |
| Broadcast Film Critics Association Awards | 10 de janeiro de 2005   | Melhor filme popular                                                      | Spider-Man 2 | Venceu    | [ 5 ]  |
| Prêmios Cinema Audio Society              | 19 de fevereiro de 2005 | Desempenho excepcional na mistura de som para imagens em movimento        | Joseph Geisinger, Kevin O'Connell, Greg P. Russell e Jeffrey J. Haboush                                                        | Indicado  | [ 6 ]  |
| Empire Awards                             | 13 de março de 2005     | Melhor ator                                                               | Tobey Maguire | Indicado  | [ 7 ]  |
| Empire Awards                             | 13 de março de 2005     | Melhor Diretor                                                            | Sam Raimi | Venceu    | [ 7 ]  |
| Golden Trailer Awards                     | 25 de maio de 2004      | Summer 2004 Blockbuster                                                   | Spider-Man 2 | Indicado  |        |
| Prémio Hugo                               | 7 de agosto de 2005     | Melhor apresentação dramática - Forma longa                               | Spider-Man 2 | Indicado  | [ 8 ]  |
| Londres Critics Circle Film Awards        | 9 de fevereiro de 2005  | Ator de apoio britânico do ano                                            | Alfred Molina | Indicado  | [ 9 ]  |
| MTV Movie Awards                          | 4 de junho de 2005      | Melhor Sequencia de Ação                                                  | Spider-Man 2 | Indicado  | [ 10 ] |
| MTV Movie Awards                          | 4 de junho de 2005      | Melhor filme                                                              | Spider-Man 2 | Indicado  | [ 10 ] |
| MTV Movie Awards                          | 4 de junho de 2005      | Melhor Vilão                                                              | Alfred Molina | Indicado  | [ 10 ] |
| People's Choice Awards                    | 9 de janeiro de 2005    | Movimento Favorito                                                        | Spider-Man 2 | Indicado  | [ 11 ] |
| People's Choice Awards                    | 9 de janeiro de 2005    | Química na tela favorita                                                  | Kirsten Dunst e Tobey Maguire                                                                                                  | Indicado  | [ 11 ] |
| People's Choice Awards                    | 9 de janeiro de 2005    | Sequencia favorita                                                        | Spider-Man 2 | Indicado  | [ 11 ] |
| People's Choice Awards                    | 9 de janeiro de 2005    | Estrela de cinema favorita do bandido                                     | Alfred Molina | Indicado  | [ 11 ] |
| Satellite Awards                          | 17 de dezembro de 2005  | Melhor Ator em um Papel de Apoio, Drama                                   | Alfred Molina | Indicado  | [ 12 ] |
| Satellite Awards                          | 17 de dezembro de 2005  | Melhor Cinematografia                                                     | Bill Pope e Anette Haellmigk                                                                                                   | Indicado  | [ 12 ] |
| Satellite Awards                          | 17 de dezembro de 2005  | Melhor DVD Extra                                                          | Spider-Man 2 | Indicado  | [ 12 ] |
| Satellite Awards                          | 17 de dezembro de 2005  | Melhor edição de filme                                                    | Bob Murawski | Indicado  | [ 12 ] |
| Satellite Awards                          | 17 de dezembro de 2005  | Melhor pontuação original                                                 | Danny Elfman | Indicado  | [ 12 ] |
| Satellite Awards                          | 17 de dezembro de 2005  | Melhor DVD geral                                                          | Spider-Man 2 | Venceu    | [ 12 ] |
| Satellite Awards                          | 17 de dezembro de 2005  | Melhor som (edição e mixagem)                                             | Kevin O'Connell, Greg P. Russell, Jeffrey J. Haboush, Joseph Geisinger, Paul N. J. Ottosson e Susan Dudeck                     | Indicado  | [ 12 ] |
| Satellite Awards                          | 17 de dezembro de 2005  | Melhores efeitos visuais                                                  | John Dykstra, Scott Stokdyk, Anthony LaMolinara e John Frazier                                                                 | Indicado  | [ 12 ] |
| Prêmio Saturno                            | 3 de maio de 2005       | Filme de melhor fantasia                                                  | Spider-Man 2 | Venceu    | [ 13 ] |
| Prêmio Saturno                            | 3 de maio de 2005       | Melhor ator                                                               | Tobey Maguire | Venceu    | [ 13 ] |
| Prêmio Saturno                            | 3 de maio de 2005       | Melhor Ator Coadjuvante                                                   | Alfred Molina | Indicado  | [ 13 ] |
| Prêmio Saturno                            | 3 de maio de 2005       | Melhor Diretor                                                            | Sam Raimi | Venceu    | [ 13 ] |
| Prêmio Saturno                            | 3 de maio de 2005       | Melhor Escritor                                                           | Alvin Sargent | Venceu    | [ 13 ] |
| Prêmio Saturno                            | 3 de maio de 2005       | Melhor música                                                             | Danny Elfman | Indicado  | [ 13 ] |
| Prêmio Saturno                            | 3 de maio de 2005       | Melhores efeitos especiais                                                | John Dykstra, Scott Stokdyk, Anthony LaMolinara e John Frazier                                                                 | Venceu    | [ 13 ] |
| Prêmio Saturno                            | 3 de maio de 2005       | Melhor edição do DVD Special Edition                                      | Spider-Man 2 | Indicado  | [ 13 ] |
| Visual Effects Society                    | 16 de fevereiro de 2005 | Melhor Efeito Visual Único do Ano                                         | John Dykstra, Lydia Bottegoni, Dan Abrams e John Monos                                                                         | Indicado  | [ 14 ] |
| Visual Effects Society                    | 16 de fevereiro de 2005 | Composição excepcional em um filme                                        | Colin Drobnis, Greg Derochie, Blaine Kennison e Ken Lam                                                                        | Venceu    | [ 14 ] |
| Visual Effects Society                    | 16 de fevereiro de 2005 | Excelente ambiente criado em um Live Act on Motion Picture                | Dan Abrams, David Emery, Andrew Nawrot e John Hart                                                                             | Venceu    | [ 14 ] |
| Visual Effects Society                    | 16 de fevereiro de 2005 | Desempenho excepcional de um ator ou atriz em um filme de efeitos visuais | Alfred Molina | Venceu    | [ 14 ] |
| Visual Effects Society                    | 16 de fevereiro de 2005 | Efeitos especiais pendentes no serviço aos efeitos visuais em um filme    | John Frazier, James D. Schwalm, James Nagle e David Amborn                                                                     | Indicado  | [ 14 ] |
| Visual Effects Society                    | 16 de fevereiro de 2005 | Efeitos visuais excepcionais em um filme movido a efeitos visuais         | John Dykstra, Lydia Bottegoni, Anthony LaMolinara e Scott Stokdyk                                                              | Indicado  | [ 14 ] |
| World Stunt Awards                        | 25 de setembro de 2005  | Melhor acrobacia geral por um dublê                                       | Chris Daniels e Michael Hugghins                                                                                               | Venceu    | [ 15 ] |
| World Stunt Awards                        | 25 de setembro de 2005  | Melhor Acrobacia Especial                                                 | Tim Storms, Garret Warren, Susie Park, Patricia M. Peters, Norb Phillips, Lisa Hoyle, Kevin L. Jackson e Clay Donahue Fontenot | Indicado  | [ 15 ] |
| World Stunt Awards                        | 25 de setembro de 2005  | Melhor trabalho com um veículo                                            | Tad Griffith, Richard Burden, Scott Rogers, Darrin Prescott e Mark Norby                                                       | Indicado  | [ 15 ] |

## Homem-Aranha 3(2007)

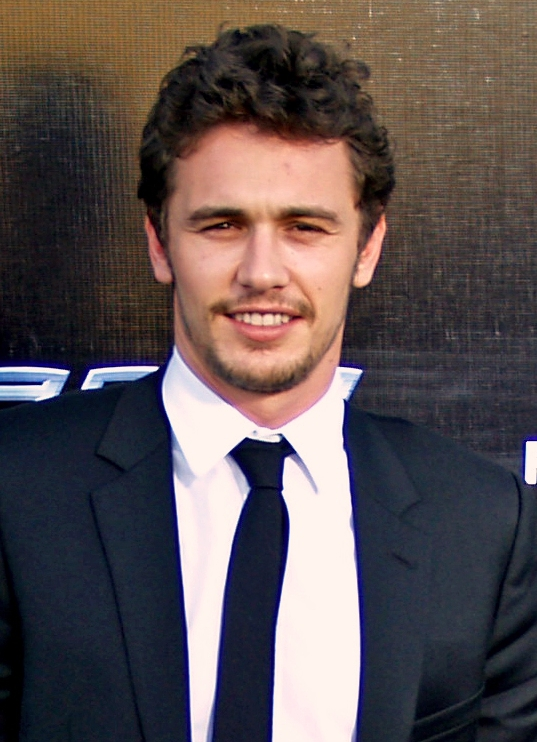
James Franco's performance as Harry Osborn earned him nominations from the MTV Movie Awards, Saturn Awards and Teen Choice Awards.

A Columbia Pictures deu ao Homem-Aranha 3 um lançamento nos EUA em 4 de maio de 2007. O filme começa com Peter Parker aproveitando seu sucesso como Homem-Aranha antes que um simbionte extraterrestre assuma o controle dele. Peter deve então lutar contra um fotógrafo rival que o simbionte assume o controle (Topher Grace) e o Homem-Areia (Thomas Haden Church). O consenso geral entre os críticos foi que a parte final não foi tão refinada quanto as duas primeiras entradas, sendo criticada pelo uso excessivo de vilões, conflitos românticos e pontos fracos da trama. No entanto, Homem-Aranha 3 superou as estreias dos dois filmes anteriores, faturando US$ 151 milhões em mais de 4.250 locações. 
Tanto o 35º Annie Awards quanto o 61º British Academy Film Awards deram a este filme uma indicação, o primeiro para Melhores Efeitos Animados e o último para Melhores Efeitos Visuais Especiais. Spider-Man 3 não ganhou nenhuma das quatro indicações ao Visual Effects Society Awards que recebeu. As performances de Dunst e Maguire renderam a cada um deles uma indicação ao National Movie Awards. Ela também recebeu outra indicação de Atriz de Filme Favorita na cerimônia do Kids' Choice Awards de 2008. O filme se saiu melhor no Teen Choice Awards, totalizando um total de sete indicações, variando de Choice Movie Villain (para Grace) a Choice Movie Dance (para Maguire) e Choice Movie Liplock (compartilhado entre Dunst e Maguire).
| Prêmio                       | Data da cerimônia       | Categoria                                                      | Indicados                                                             | Resultado |
| ---------------------------- | ----------------------- | -------------------------------------------------------------- | --------------------------------------------------------------------- | --------- |
| Annie Awards                 | 8 de fevereiro de 2008  | Melhores efeitos animados                                      | Ryan Laney                                                            | Indicado  |
| British Academy Film Awards  | 10 de fevereiro de 2008 | Melhores efeitos visuais especiais                             | Scott Stokdyk, Peter Nofz, Kee-Suk Ken Hahn e Spencer Cook            | Indicado  |
| Kids' Choice Awards          | 29 de março de 2008     | Atriz de filme favorita                                        | Kirsten Dunst                                                         | Indicado  |
| Golden Trailer Awards        | 31 de maio de 2007      | Melhor blockbuster de verão                                    | Spider-Man 3                                                          | Venceu    |
| MTV Movie Award              | 1º de junho de 2008     | Melhor Luta                                                    | James Franco e Tobey Maguire                                          | Indicado  |
| MTV Movie Award              | 1º de junho de 2008     | Melhor Vilão                                                   | Topher Grace                                                          | Indicado  |
| National Movie Awards        | 27 de setembro de 2007  | Melhor Filme Familiar                                          | Spider-Man 3                                                          | Indicado  |
| National Movie Awards        | 27 de setembro de 2007  | Melhor Performance de uma Mulher                               | Kirsten Dunst                                                         | Indicado  |
| National Movie Awards        | 27 de setembro de 2007  | Melhor Performance de um Homem                                 | Tobey Maguire                                                         | Indicado  |
| People's Choice Awards       | 8 de janeiro de 2008    | Comparação favorita na tela                                    | Tobey Maguire and Kirsten Dunst                                       | Indicado  |
| People's Choice Awards       | 8 de janeiro de 2008    | Três sequências favoritas                                      | Spider-Man                                                            | Indicado  |
| Saturn Awards                | 24 de junho de 2008     | Melhor Diretor                                                 | Sam Raimi                                                             | Indicado  |
| Saturn Awards                | 24 de junho de 2008     | Melhor Filme de Fantasia                                       | Spider-Man 3                                                          | Indicado  |
| Saturn Awards                | 24 de junho de 2008     | Melhores efeitos especiais                                     | Scott Stokdyk, Peter Nofz, Spencer Cook e John Frazier                | Indicado  |
| Saturn Awards                | 24 de junho de 2008     | Melhor Ator Coadjuvante                                        | James Franco                                                          | Indicado  |
| Teen Choice Awards           | 26 de agosto de 2007    | Escolha Ator de Filme de Ação                                  | Tobey Maguire                                                         | Indicado  |
| Teen Choice Awards           | 26 de agosto de 2007    | Melhor atriz de filme de ação                                  | Kirsten Dunst                                                         | Indicado  |
| Teen Choice Awards           | 26 de agosto de 2007    | Escolha do filme de ação                                       | Spider-Man 3                                                          | Indicado  |
| Teen Choice Awards           | 26 de agosto de 2007    | Escolha do filme dança                                         | Tobey Maguire                                                         | Indicado  |
| Teen Choice Awards           | 26 de agosto de 2007    | Batom de filme de escolha                                      | Tobey Maguire and Kirsten Dunst                                       | Indicado  |
| Teen Choice Awards           | 26 de agosto de 2007    | Escolha do filme Rumble                                        | Tobey Maguire and James Franco vs. Topher Grace e Thomas Haden Church | Indicado  |
| Teen Choice Awards           | 26 de agosto de 2007    | Escolha do filme vilão                                         | Topher Grace                                                          | Indicado  |
| Visual Effects Society Award | 10 de fevereiro de 2008 | Melhor Efeito Visual Único do Ano                              | Scott Stokdyk, Terry Clotiaux, Spencer Cook e Douglas Bloom           | Indicado  |
| Visual Effects Society Award | 10 de fevereiro de 2008 | Personagem de animação excepcional em um filme de ação ao vivo | Chris Y. Yang, Bernd Angerer, Dominick Cecere e Remington Scott       | Indicado  |
| Visual Effects Society Award | 10 de fevereiro de 2008 | Modelos ou miniaturas excepcionais em um filme                 | Ian Hunter, Scott Beverly, Forest P. Fischer e Ray Moore              | Indicado  |
| Visual Effects Society Award | 10 de fevereiro de 2008 | Excelentes efeitos visuais em um filme baseado em efeitos      | Scott Stokdyk, Terry Clotiaux, Peter Nofz e Spencer Cook              | Indicado  |